# Cristódulo de Atenas
Cristódulo de Atenas (Xanti, 17 de janeiro de 1939 - Atenas, 28 de janeiro de 2008) (grego: Χριστόδουλος, nascido Christos Paraskevaidis, Χρήστος Παρασκευαΐδης) foi Arcebispo de Atenas e de toda a Grécia e, como tal, o primaz da Igreja Ortodoxa Autocéfala da Grécia.

## Biografia
Nascido na região da Trácia, Christos Paraskevaidis passou seus primeiros anos em Xanti, na fronteira nordeste da Grécia com a Turquia. Durante a guerra civil, seu pai, um importador de alimentos por atacado, enviou Christos, sua mãe e seu irmão para Atenas. Tornou-se monge em 1961, tomando o nome Christodoulos (“Escravo de Cristo”); formou-se em Direito na Universidade de Atenas e foi ordenado como diácono em 1962; no ano seguinte se matriculou na escola teológica. Ao se formar, em 1967, Cristódulo já havia sido aceito no sacerdócio desde 1965. Recebeu um doutorado em teologia pela Universidade de Atenas, e doutorados honoris causa da Universidade de Craiova e da Universidade de Iaşi.
Após ordenado, Cristódulo dirigiu uma igreja em Palaio Faliro, na Atenas Meridional, por nove anos. Em 1967, foi nomeado secretário-chefe do Santo Sínodo da Igreja Grega, indicado por um bispo próximo dos militares que deram o golpe de Estado de 21 de abril. Permaneceu nessa posição até 1974, após o fim da Ditadura dos coronéis, quando foi eleito Metropolita de Dimitriados e Almirou, com sé em Vólos, por sugestão de seu predecessor igualmente conservador e novo arcebispo, Serafim. Permaneceu nessa posição até sua eleição como arcebispo em 1998.
Ao ser entronizado na Catedral Metropolitana de Atenas como chefe da Igreja da Grécia, com 59 anos, era o arcebispo mais jovem da história da igreja grega.

## Arcebispo de Atenas e de toda a Grécia
Suas ideias nacionalistas e religiosas levantavam grande polêmica na sociedade grega, esmagadoramente ortodoxa. Incitou os fiéis a protestar contra os bombardeios da Otan na Sérvia e criticou toda negociação sobre a manutenção da palavra “macedônia” pelo novo estado ex-iugoslavo da Macedônia. Também foi contra “as regras da União Europeia”, que considerava o centro de decisões contra os interesses gregos e se expressava também contra a entrada da Turquia no bloco. Em 2000, Cristódulo voltou às manchetes com a convocação de manifestações nas principais cidades gregas, reunindo 300 mil ativistas em Atenas, contra a decisão do então Executivo socialista de suprimir a indicação de “religião” nas novas células de identidade nacional. Defensor do helenismo e da importância da Ortodoxia para a história do país, inclusive da tradição cristã da Europa, criticou livros de História para crianças, denunciando tentativas de afastar a Igreja da Grécia da identidade e da política da nação. Reconhecido por sua oratória e modernização da mídia da igreja, era criticado por impulsar uma agenda abertamente de direita e conservadora, atuar para preservar a posição privilegiada do clero ortodoxo no país e pela abordagem a uma série de escândalos financeiros e sexuais envolvendo vários clérigos seniores. Apesar dos pedidos a que renunciasse, o arcebispo conseguiu contornar a situação e contar com apoio para sua permanência.
Cristódulo atuou em prol das relações com a Igreja Católica. Em maio de 2001, recebeu a primeira visita de um pontífice católico à Grécia após o grande Cisma de 1054, na qual o Papa João Paulo II pediu perdão por todos os pecados cometidos por católicos contra ortodoxos. Em dezembro 2006, o arcebispo visitou o Papa Bento XVI, no Vaticano, quando assinaram uma declaração sobre seu compromisso para a unidade cristã. Suas relações com outros líderes ortodoxos, no entanto, não foram isentas de conflitos.
O Arcebispo lutou contra um câncer de fígado e intestino por um ano. Após uma tentativa frustrada de transplante em outubro de 2007 em uma clínica de Miami, pediu para não ser mais hospitalizado e se encontrava em estado muito grave. Cristódulo faleceu aos 69 anos, em sua casa em Atenas. Suas exéquias aconteceram na Catedral Metropolitana de Atenas, presididas pelo Patriarca Ecumênico de Constantinopla, Bartolomeu I, com lideranças ortodoxas, representantes do Vaticano e governamentais. Foi sucedido por Jerônimo II de Atenas.